# 2011 w polskiej lekkoatletyce

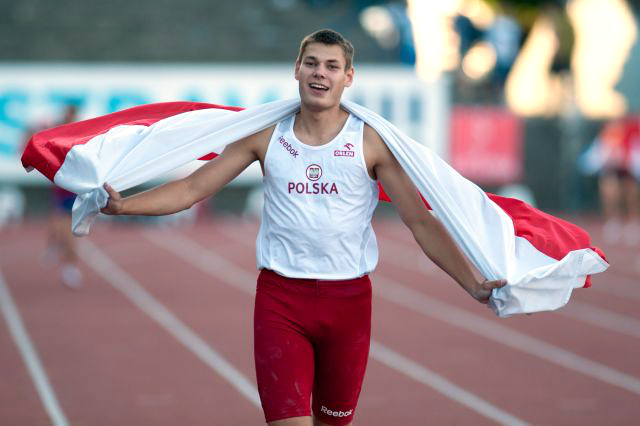
Paweł Wojciechowski podczas mistrzostw Europy młodzieżowców w Ostrawie

2011 w polskiej lekkoatletyce – prezentacja sezonu 2011 w polskiej lekkoatletyce.
Najważniejszą polską imprezą w sezonie były rozegrane od 11 do 13 sierpnia na Stadionie imienia Zdzisława Krzyszkowiaka w Bydgoszczy mistrzostwa Polski seniorów. W marcu na halowych mistrzostwach Europy Polacy zdobyli pięć medali, a tytuły mistrzowskie wywalczyli Adam Kszczot i Anna Rogowska. Podczas mistrzostw świata w Daegu w Korei Południowej – głównej imprezy sezonu lekkoatletycznego – reprezentanci Polski zdobyli tylko jeden złoty medal, który przypadł w udziale tyczkarzowi bydgoskiego Zawiszy Pawłowi Wojciechowskiemu.
W maju Bydgoszcz została wybrana – drugi raz w historii – organizatorem mistrzostw świata w biegach na przełaj, które zaplanowano na 2013 rok. 11 listopada na posiedzeniu w Monako Rada IAAF przyznała Sopotowi prawa do organizacji w roku 2014 halowych mistrzostw świata.

## Mistrzostwa Polski

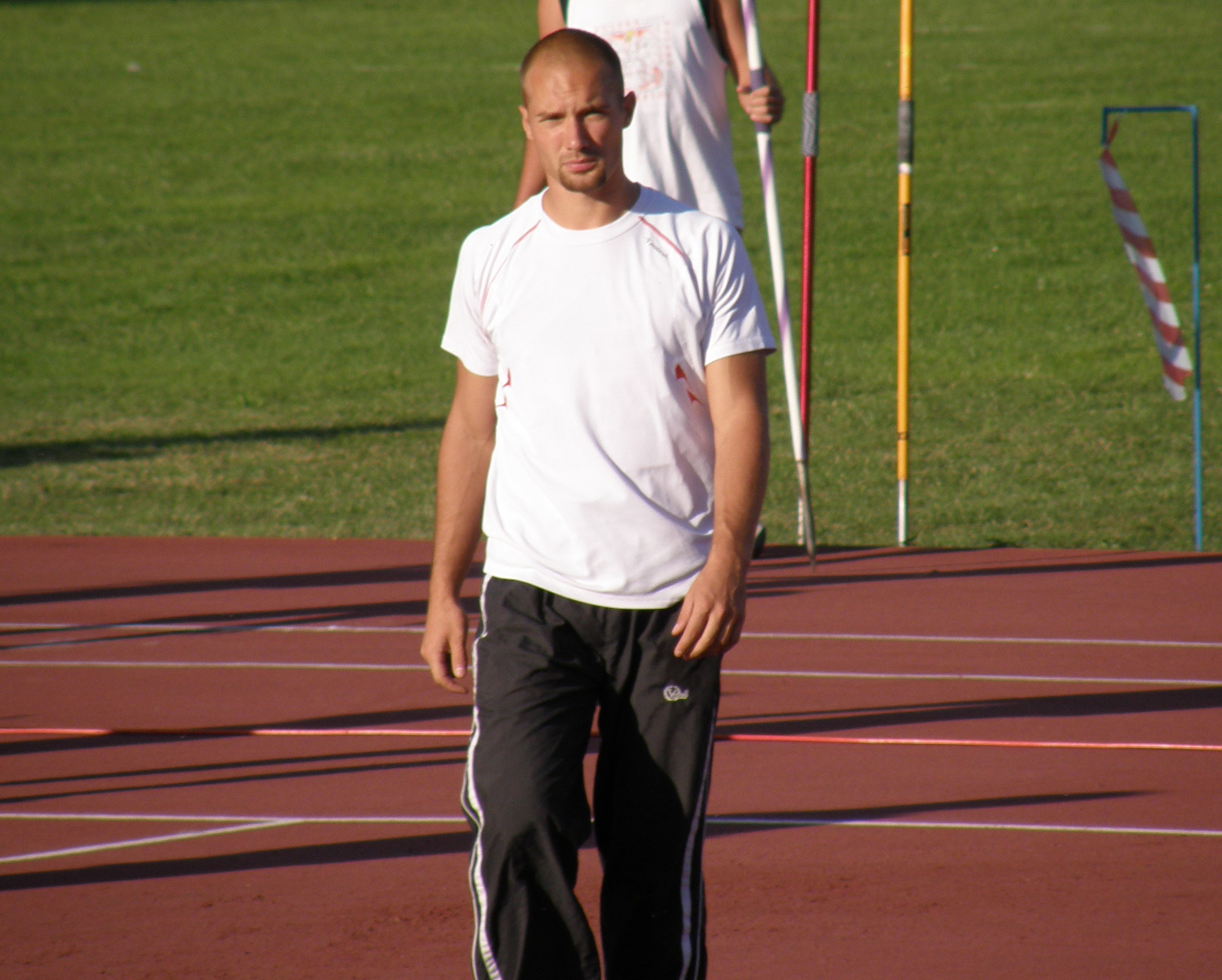
Mistrz Polski z 2011 w rzucie oszczepem Łukasz Grzeszczuk

| Zawody                                        | Miejsce            | Data           | Źródło               |
| --------------------------------------------- | ------------------ | -------------- | -------------------- |
| Halowe mistrzostwa Polski seniorów            | Spała              | 19–20 lutego   | [ 6 ] [ 7 ]          |
| Mistrzostwa Polski w biegach przełajowych     | Zamość             | 12 marca       | [ 8 ] [ 9 ] [ 10 ]   |
| Mistrzostwa Polski w chodzie na 50 kilometrów | Dudince            | 26 marca       | [ 11 ]               |
| Mistrzostwa Polski w maratonie                | Dębno              | 10 kwietnia    | [ 12 ] [ 13 ]        |
| Mistrzostwa Polski w biegu na 10 000 metrów   | Lidzbark Warmiński | 3 maja         | [ 14 ] [ 15 ]        |
| Mistrzostwa Polski w wielobojach              | Toruń              | 28–29 maja     | [ 16 ] [ 17 ] [ 18 ] |
| Młodzieżowe mistrzostwa Polski                | Gdańsk             | 2–3 lipca      | [ 19 ] [ 20 ]        |
| Mistrzostwa Polski seniorów                   | Bydgoszcz          | 11–13 sierpnia | [ 21 ]               |
| Mistrzostwa Polski w biegu na 10 kilometrów   | Gdańsk             | 6 sierpnia     | [ 22 ]               |
| Mistrzostwa Polski w półmaratonie             | Piła               | 4 września     | [ 23 ]               |
| Mistrzostwa Polski w biegu 24-godzinnym       | Katowice           | 17–18 września | [ 24 ]               |
| Mistrzostwa Polski w chodzie na 20 kilometrów | Warszawa           | 17 września    | [ 25 ] [ 26 ] [ 27 ] |

## Zawody międzynarodowe

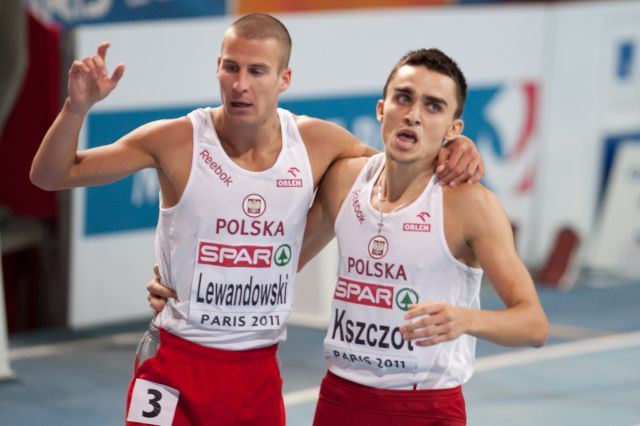
Adam Kszczot i Marcin Lewandowski – złoty i srebrny medalista halowych mistrzostw Europy

| Zawody                                    | Miejsce         | Data                   | Polska    |
| ----------------------------------------- | --------------- | ---------------------- | --------- |
| Halowe mistrzostwa Europy                 | Paryż           | 4–6 marca              | szczegóły |
| Mistrzostwa świata w biegach przełajowych | Punta Umbría    | 20 marca               | szczegóły |
| Mistrzostwa świata juniorów młodszych     | Lille Metropole | 6–10 lipca             | szczegóły |
| Mistrzostwa Europy juniorów               | Tallinn         | 21–24 lipca            | szczegóły |
| Młodzieżowe mistrzostwa Europy            | Ostrawa         | 14–17 lipca            | szczegóły |
| Mistrzostwa świata                        | Daegu           | 27 sierpnia–4 września | szczegóły |
| Superliga drużynowych mistrzostw Europy   | Sztokholm       | 18–19 czerwca          | szczegóły |
| Zimowy puchar Europy w rzutach            | Sofia           | 19–20 marca            | szczegóły |
| Mistrzostwa Europy w biegach przełajowych | Velenje         | 11 grudnia             | szczegóły |

## Mityngi

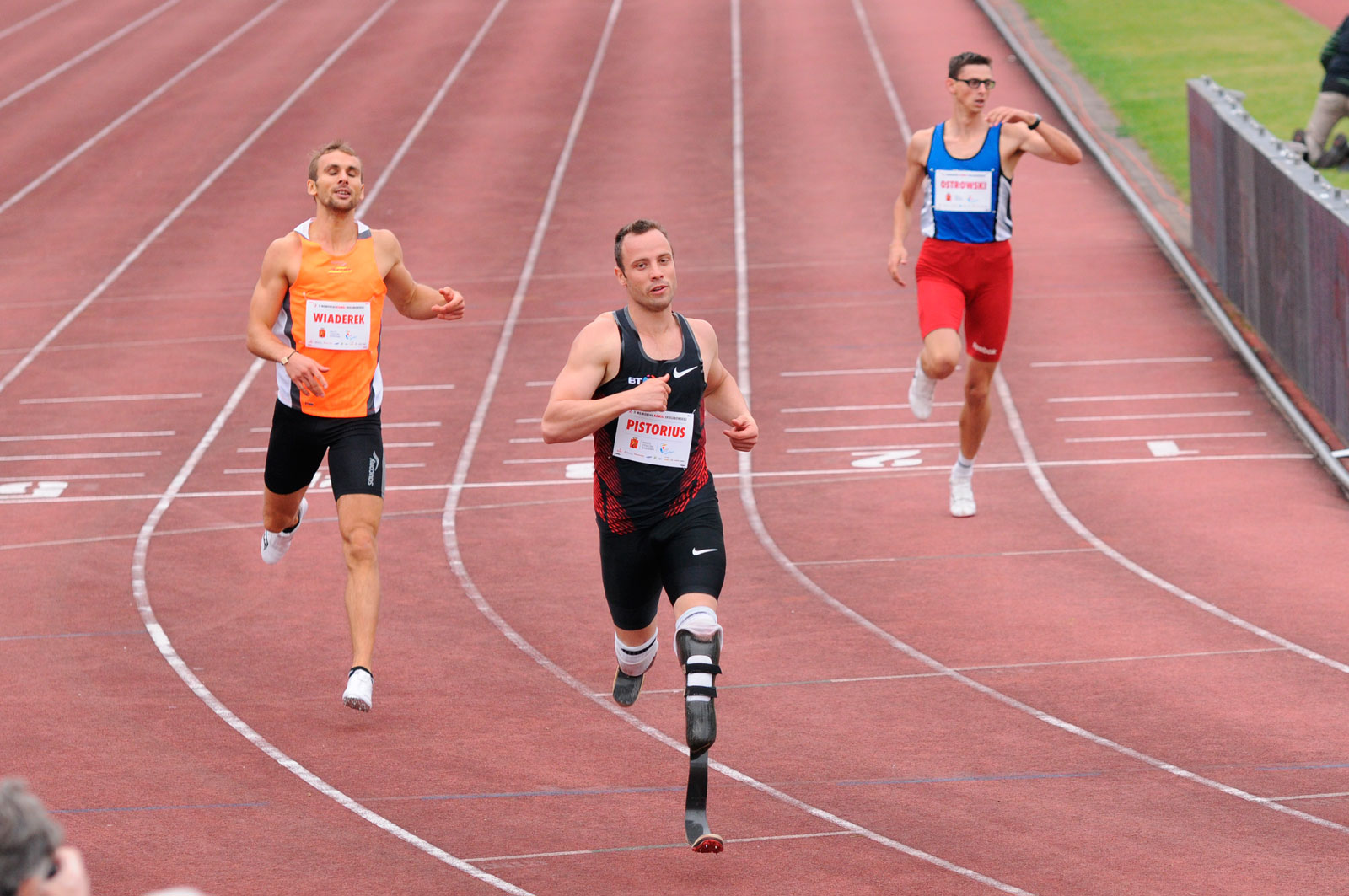
Oscar Pistorius z RPA był jedną z gwiazd memoriału Kamili Skolimowskiej

W Polsce odbyły się w 2011 dwa międzynarodowe mityngi European Athletics Outdoor Premium Meetings oraz halowe zawody w Bydgoszczy posiadające rangę European Athletics Indoor Permit Meetings. Dodatkowo we wrześniu w Warszawie odbył się międzynarodowy Memoriał Kamili Skolimowskiej 2011, w którym wystąpili czołowi lekkoatleci z całego świata.
| Zawody                                       | Miejsce   | Data        | Źródło        |
| -------------------------------------------- | --------- | ----------- | ------------- |
| Memoriał Janusza Kusocińskiego               | Szczecin  | 25 czerwca  | [ 29 ] [ 30 ] |
| Europejski Festiwal Lekkoatletyczny Enea Cup | Bydgoszcz | 3 czerwca   | [ 31 ]        |
| Pedro's Cup                                  | Bydgoszcz | 16 lutego   | [ 32 ]        |
| Memoriał Kamili Skolimowskiej                | Warszawa  | 20 września | [ 33 ]        |

## Tabele
Tabele prezentują liderów polskich tabel statystycznych w poszczególnych konkurencjach w 2011 roku

### Mężczyźni

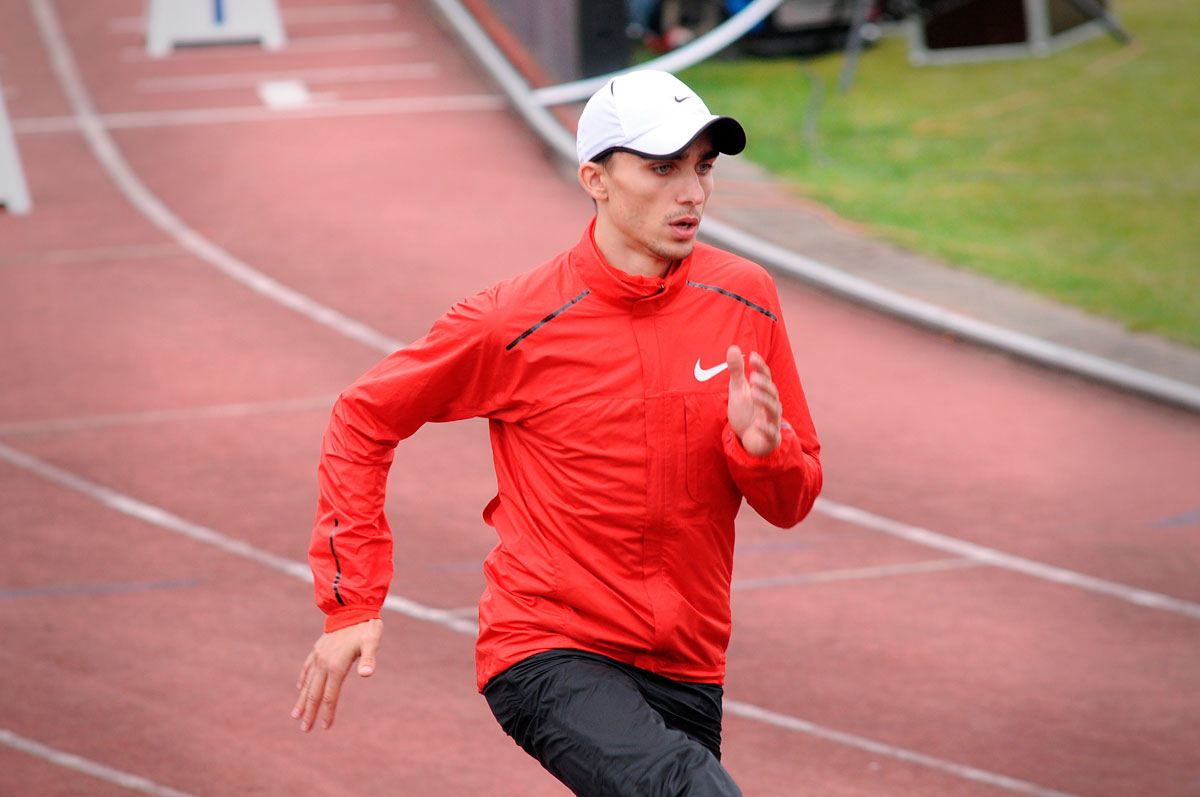
Adam Kszczot

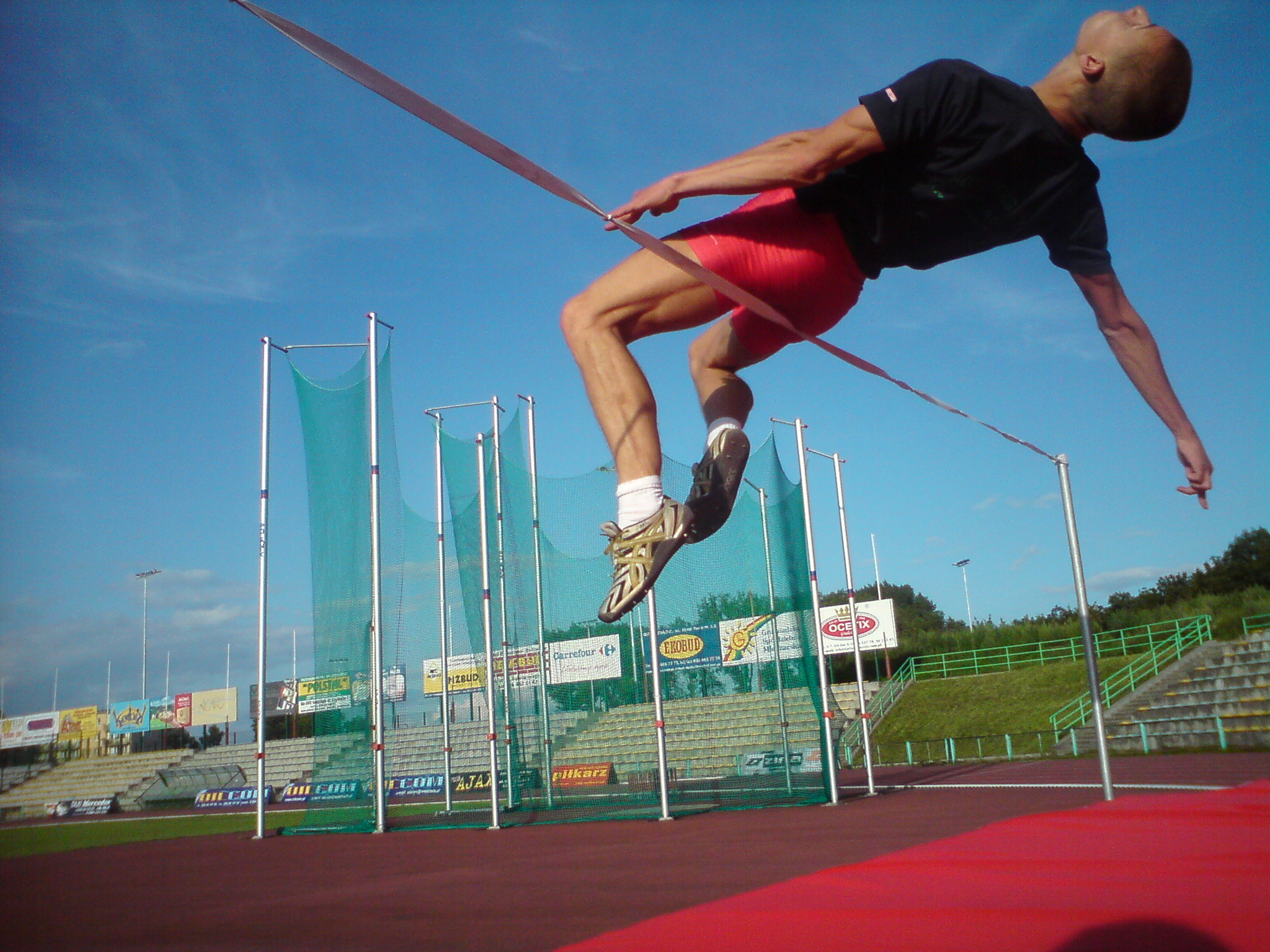
Piotr Śleboda

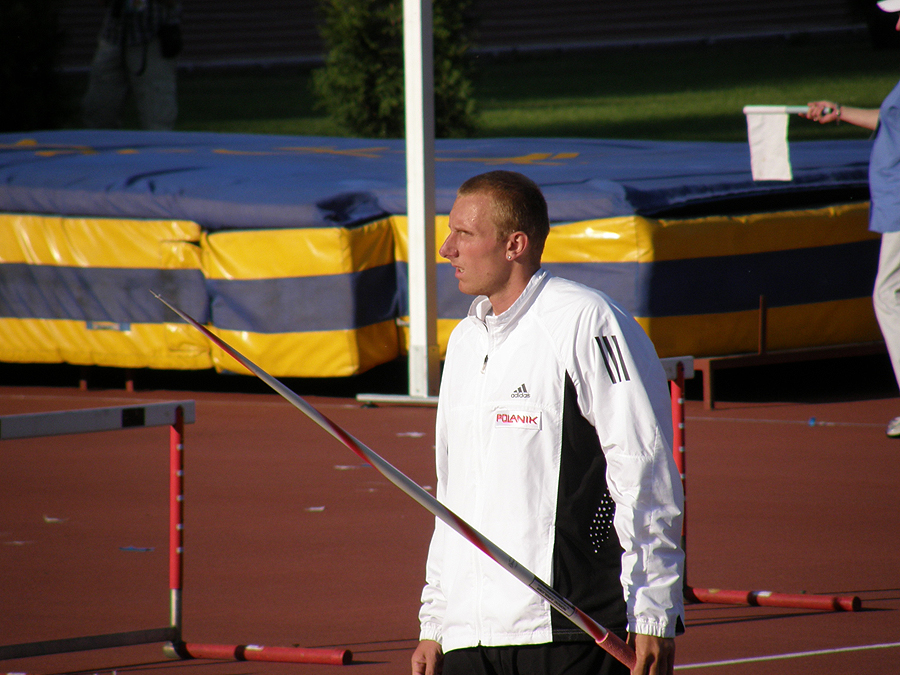
Igor Janik

| Konkurencja                   | Wynik     | Zawodnik            |
| ----------------------------- | --------- | ------------------- |
| Bieg na 100 m                 | 10,15     | Dariusz Kuć         |
| Bieg na 200 m                 | 20,83     | Dariusz Kuć         |
| Bieg na 400 m                 | 45,27     | Marcin Marciniszyn  |
| Bieg na 800 m                 | 1:43,30   | Adam Kszczot        |
| Bieg na 1000 m                | 2:15,76   | Marcin Lewandowski  |
| Bieg na 1500 m                | 3:34,45   | Artur Ostrowski     |
| Bieg na 3000 m                | 7:56,78   | Artur Kozłowski     |
| Bieg na 5000 m                | 13:42,21  | Łukasz Parszczyński |
| Bieg na 10 000 m              | 29:11,35  | Marcin Chabowski    |
| Półmaraton                    | 1:02:26   | Marcin Chabowski    |
| Maraton                       | 2:09:39   | Henryk Szost        |
| Bieg na 110 m przez płotki    | 13,44     | Dominik Bochenek    |
| Bieg na 400 m przez płotki    | 50,11     | Marek Plawgo        |
| Bieg na 3000 m z przeszkodami | 8:15,47   | Łukasz Parszczyński |
| Chód na 20 km                 | 1:20:51   | Grzegorz Sudoł      |
| Chód na 50 km                 | 3:46:05   | Rafał Fedaczyński   |
| Skok wzwyż                    | 2,27      | Piotr Śleboda       |
| Skok o tyczce                 | 5,91      | Paweł Wojciechowski |
| Skok w dal                    | 8,11      | Tomasz Jaszczuk     |
| Trójskok                      | 16,50     | Karol Hoffmann      |
| Pchnięcie kulą                | 21,60     | Tomasz Majewski     |
| Rzut dyskiem                  | 68,49     | Piotr Małachowski   |
| Rzut młotem                   | 79,02     | Szymon Ziółkowski   |
| Rzut oszczepem                | 82,81     | Igor Janik          |
| Dziesięciobój                 | 7598 pkt. | Marcin Dróżdż       |

### Kobiety

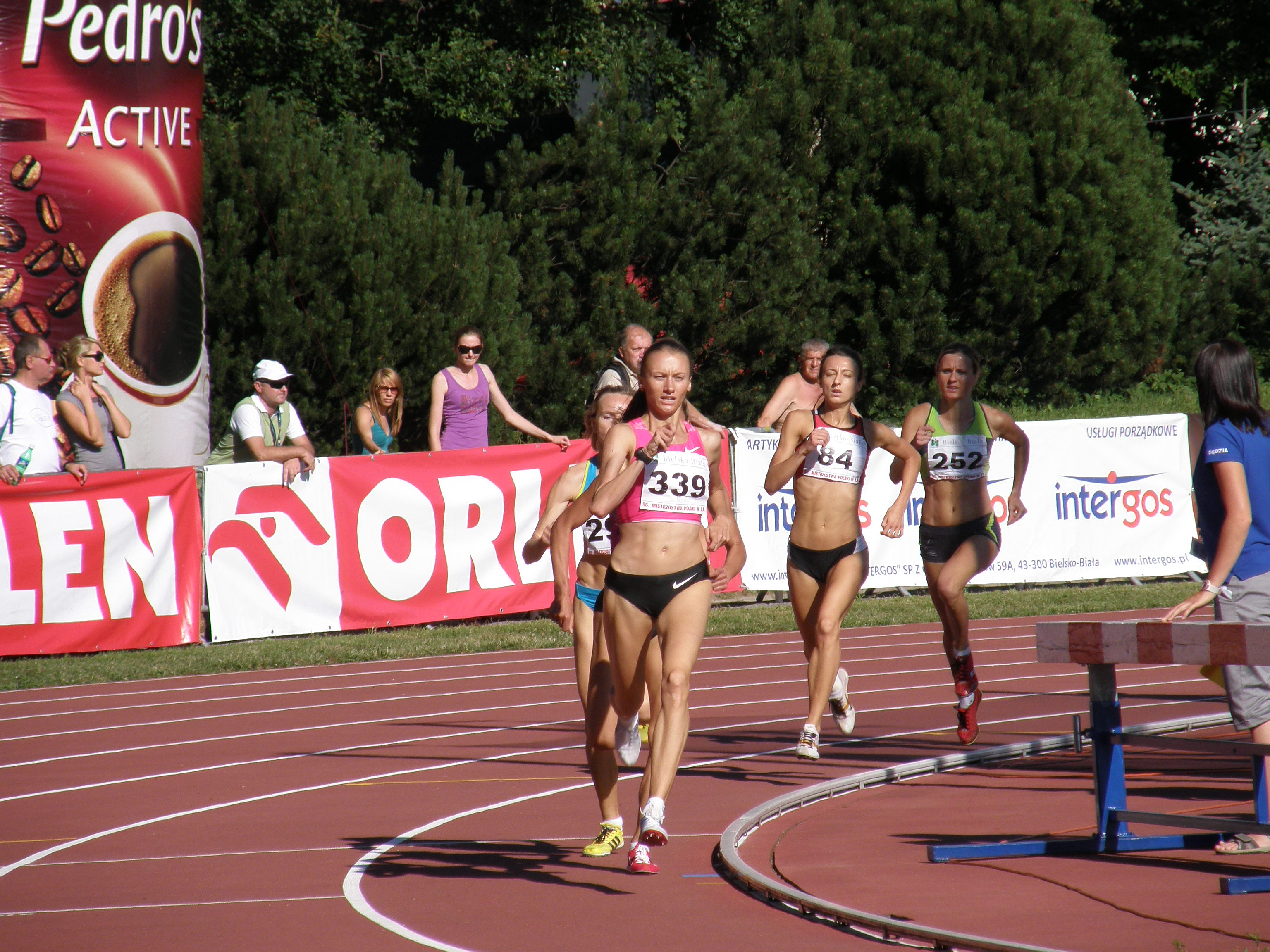
Renata Pliś

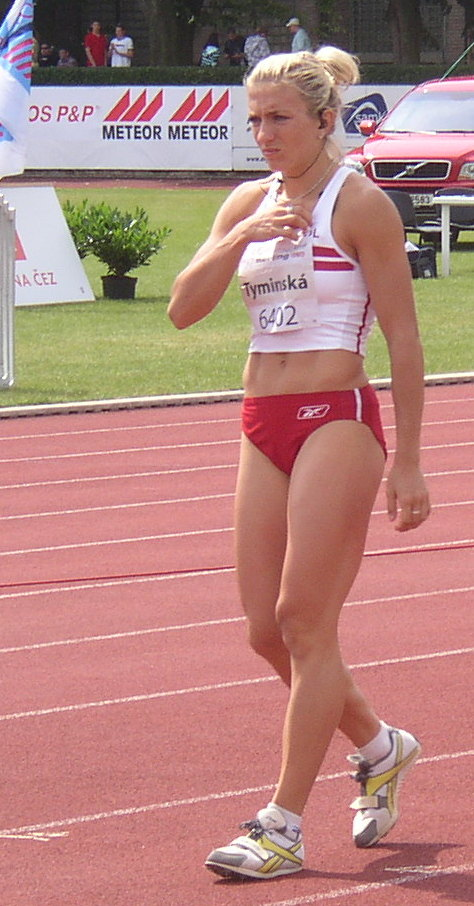
Karolina Tymińska

| Konkurencja                   | Wynik     | Zawodnik           |
| ----------------------------- | --------- | ------------------ |
| Bieg na 100 m                 | 11,33     | Marta Jeschke      |
| Bieg na 200 m                 | 23,23     | Anna Kiełbasińska  |
| Bieg na 400 m                 | 52,93     | Agata Bednarek     |
| Bieg na 800 m                 | 2:00,20   | Angelika Cichocka  |
| Bieg na 1000 m                | 2:37,33   | Angelika Cichocka  |
| Bieg na 1500 m                | 4:03,50   | Renata Pliś        |
| Bieg na 3000 m                | 8:55,73   | Lidia Chojecka     |
| Bieg na 5000 m                | 15:29,42  | Lidia Chojecka     |
| Bieg na 10 000 m              | 33:33,52  | Iwona Lewandowska  |
| Półmaraton                    | 1:10:36   | Karolina Jarzyńska |
| Maraton                       | 2:27:16   | Karolina Jarzyńska |
| Bieg na 100 m przez płotki    | 13,12     | Karolina Tymińska  |
| Bieg na 400 m przez płotki    | 55,90     | Tina Polak         |
| Bieg na 3000 m z przeszkodami | 9:44,21   | Katarzyna Kowalska |
| Chód na 20 km                 | 1:30:56   | Agnieszka Dygacz   |
| Skok wzwyż                    | 1,92      | Magdalena Ogrodnik |
| Skok o tyczce                 | 4,75      | Anna Rogowska      |
| Skok w dal                    | 6,78      | Teresa Dobija      |
| Trójskok                      | 14,25     | Anna Jagaciak      |
| Pchnięcie kulą                | 17,17     | Paulina Guba       |
| Rzut dyskiem                  | 63,99     | Żaneta Glanc       |
| Rzut młotem                   | 75,33     | Anita Włodarczyk   |
| Rzut oszczepem                | 55,53     | Magdalena Czenska  |
| Siedmiobój                    | 6544 pkt. | Karolina Tymińska  |

## Nagrody

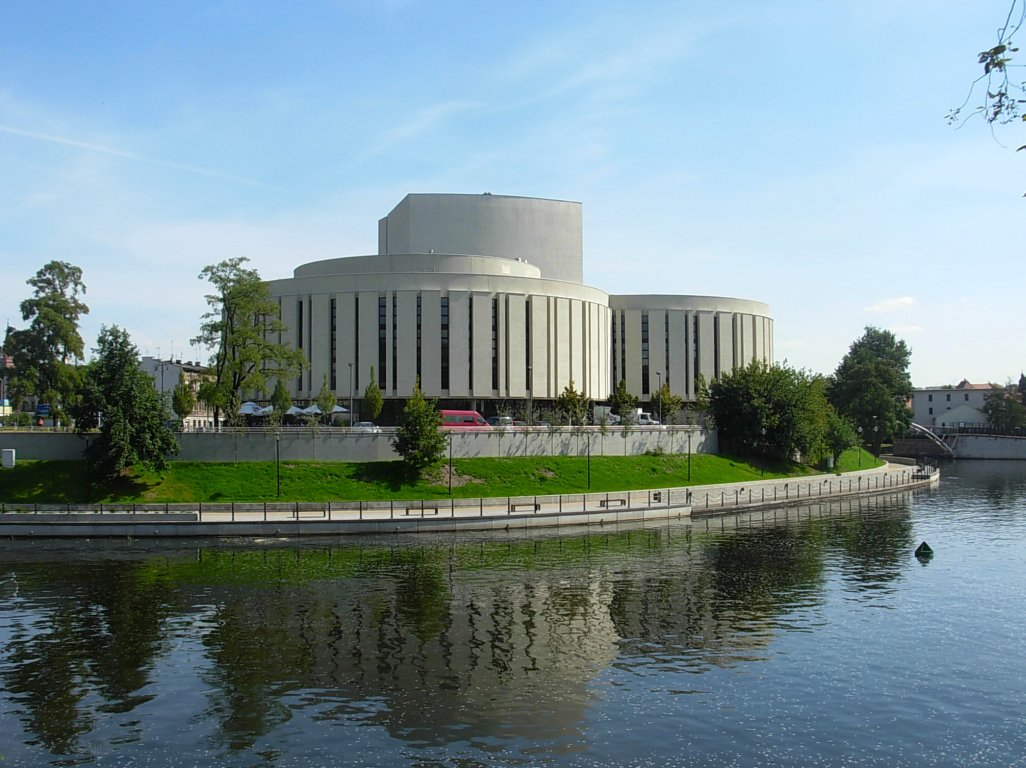
Opera Nova w Bydgoszczy była gospodarzem Gali Królowej Sportu

### Laur Królowej Sportu
Po raz szósty w Bydgoszczy, w Opera Nova, rozdano nagrody Laur Królowej Sportu
|                      | Zwycięzca                                                          | Konkurencja                   |
| -------------------- | ------------------------------------------------------------------ | ----------------------------- |
| Niespodzianka Polska | Paweł Wojciechowski                                                | skok o tyczce                 |
| Trener Polska        | Włodzimierz Michalski                                              | skok o tyczce                 |
| Impreza Polska       | Superliga pucharu Europy w wielobojach Mistrzostwa Polski juniorów |                               |
| Laur Honorowy        | Bronisław Malinowski                                               | bieg na 3000 m z przeszkodami |
| Osobowość            | Robert Korzeniowski                                                | chód sportowy                 |

### Złote kolce
Po raz 42 katowicki Sport oraz Polski Związek Lekkiej Atletyki przyznali najlepszym zawodnikom w sezonie Złote Kolce – zdobyli je siedmioboistka Karolina Tymińska (czwarta na mistrzostwach świata) oraz tyczkarz Paweł Wojciechowski (rekordzista Polski i mistrz świata). Pierwszy raz nagrody zostały rozdane w Bydgoszczy podczas uroczystej Gali Królowej Sportu.
|           | Zwycięzca           | Konkurencja   |
| --------- | ------------------- | ------------- |
| Kobiety   | Karolina Tymińska   | Siedmiobój    |
| Mężczyźni | Paweł Wojciechowski | Skok o tyczce |